# Dub (tvrz)
Dub je název původně gotické tvrze ze 14. století nacházející se ve vsi Dub v okrese Tábor v Jihočeském kraji. V 18. století byla barokně přestavěna, od dob komunismu chátrala a stále je v současnosti z důvodu špatného stavu částečně nepřístupná. Celý objekt se v současnosti nachází v soukromých rukách. Severozápadní část prošla od roku 2019 rekonstrukcí a slouží jako penzion a vinotéka. Na severním rohu objektu proběhla v roce 2022 další rekonstrukce střech, černé venkovní kuchyně a výstavba nízké dřevěné rozhledny ve stylu středověké kontrolní věže, která je v době přítomnosti majitelů veřejnosti přístupná, stejně jako ostatní zrekonstruované části. Celý objekt se nachází na jihozápadní straně vsi.

## Galerie

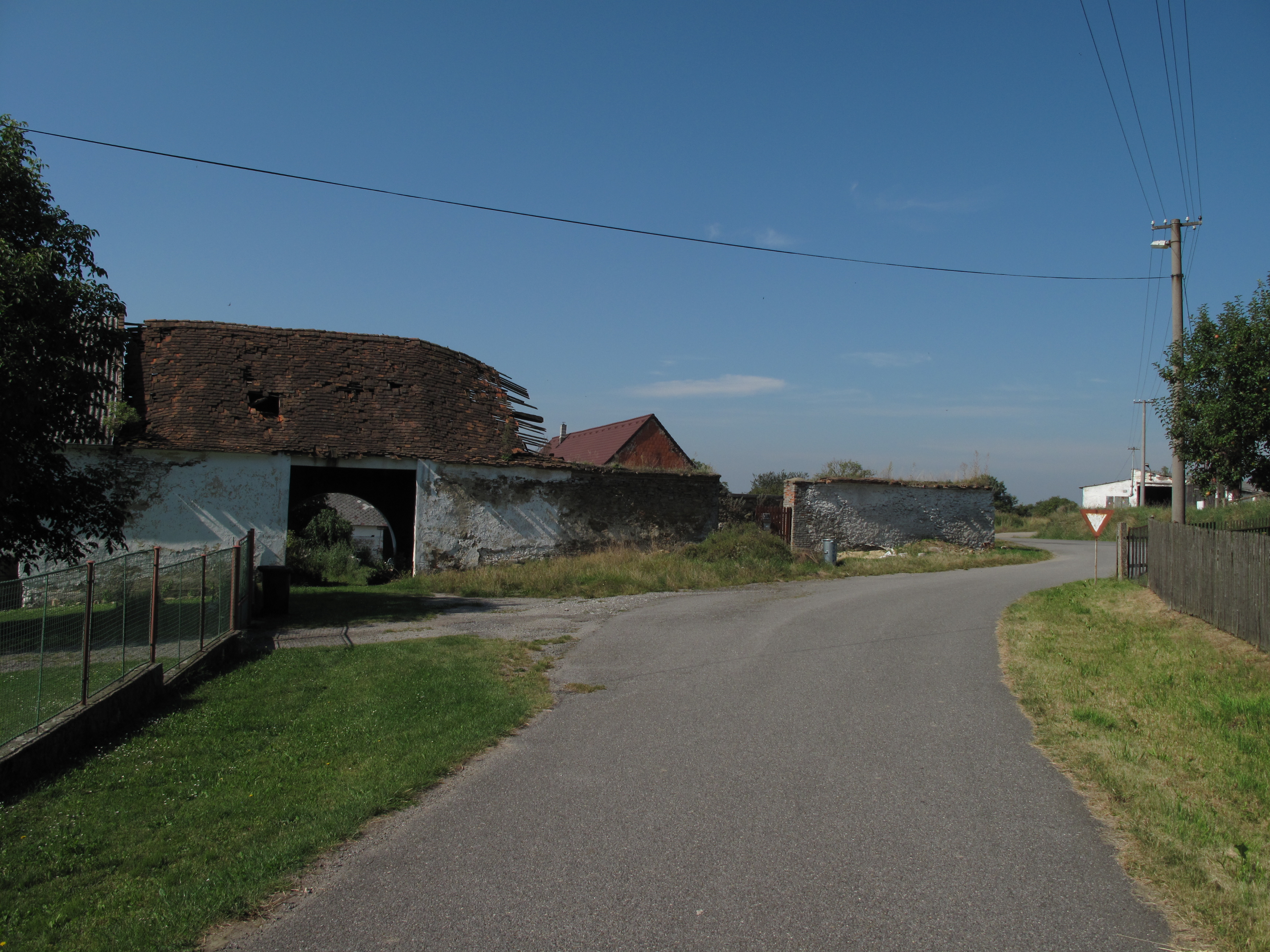
Rozpadajícíse stodola
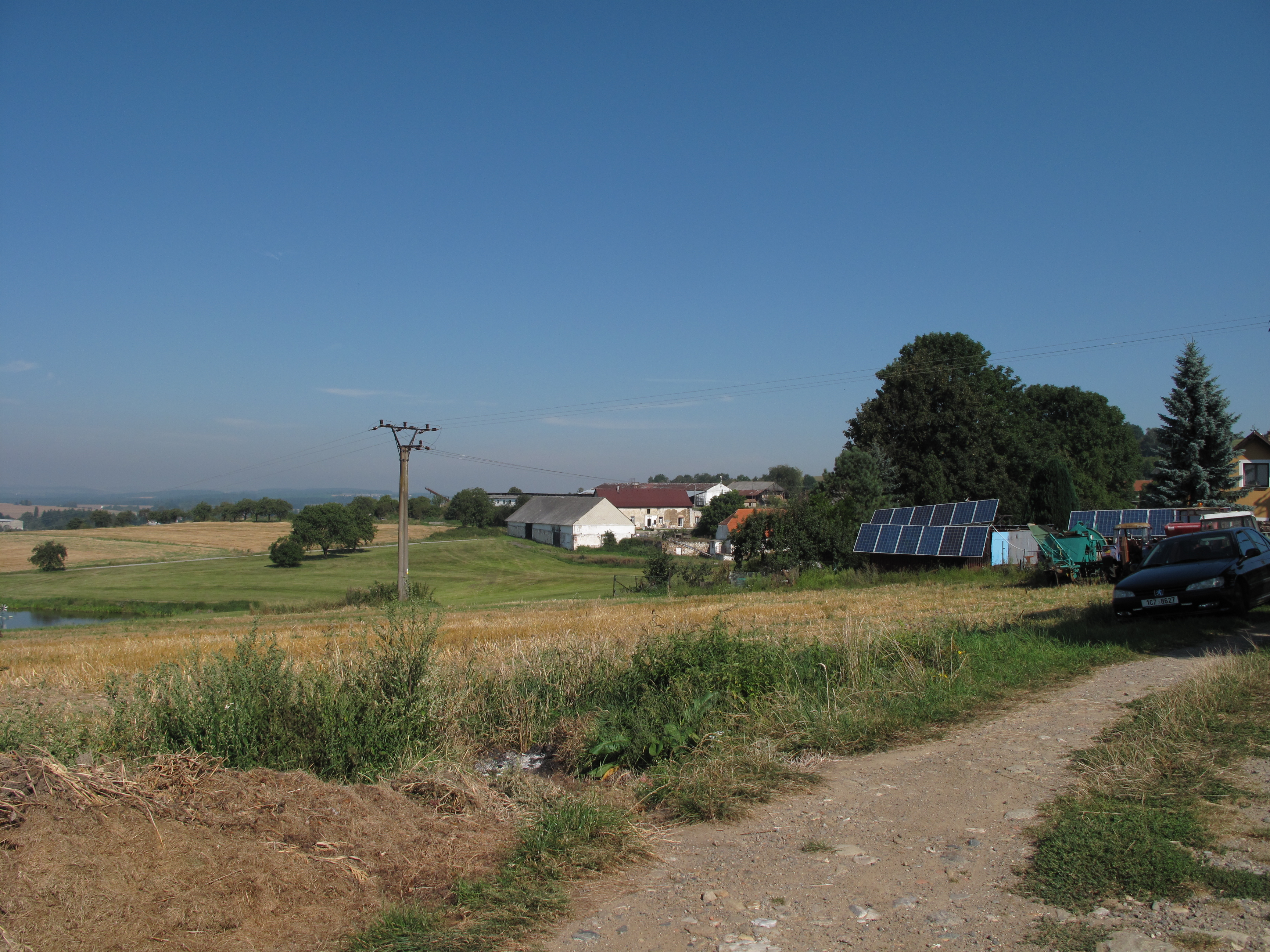
Jiný pohled